# Настя (группа)
Это статья о группе. О Насте По́левой см. Полева, Анастасия Викторовна.
«На́стя» — советская и российская рок-группа. Создана в 1986 году в Свердловске.
История группы начинается с выступлений Насти Полевой совместно с группой Наутилус Помпилиус. Группа «Настя» принадлежит к первой волне уральского рока. C 1986 Настя начала писать собственную музыку, которую исполняли Егор Белкин и другие музыканты групп «Наутилус Помпилиус» и «Урфин Джюс», в то время фактически превратившихся в единый коллектив. Постепенно эта рок-тусовка снова разделилась на «Наутилус» и группу, названную по имени Полевой «Настя». В 1986 записан первый альбом «Тацу», музыкальный материал которого проникнут духом доселе неведомой советским гражданам восточной экзотики. Авторами текстов группы, помимо самой Насти, были братья Илья и Евгений Кормильцевы. Вскоре группу покинули бывшие музыканты «Нау» и «Урфина Джюса».
С 1993 года Настя Полева и её группа обосновались в Санкт-Петербурге.
В настоящее время группа не настолько активна, как ранее. Лишь иногда даёт концерты, альбомы не выпускает.

## «Настя»

### Нынешний состав
- Настя Полева — вокал, гитара, 12-струнная акустическая и электрогитары
- Игорь «Егор» Белкин — гитара, инструменты
- Марат Хайбуллин — бас-гитара (с 2006 года)
- Михаил Сафошкин — бас-гитара (г. Санкт-Петербург) (с 2008 года)
- Игорь Перебеев — ударные (с 2009 года)

### Музыканты прошлых составов
- Дмитрий Умецкий — бас-гитара (1986—1987)
- Вадим Шавкунов — бас-гитара (1987—1997)
- Сергей Лукьянов — бас-гитара (1997—2006)
- Владимир «Зяма» Назимов — барабаны (1986—1988)
- Андрей Александрович Коломеец — барабаны (1988—1997)
- Андрей Васильев — гитара (1989—1997)
- Сергей Наветный — барабаны (1997—2006)
- Александр Пантыкин — клавишные, перкуссия (1986—1987)
- Виктор «Пифа» Комаров — клавишные (1986—1987)
- Алексей Хоменко — клавишные (1987—1988)
- Глеб Вильнянский — клавишные (1988—1992)
- Игорь Сорокин — клавишные (1997—2006)
- Игорь Гришенков — клавишные (1992—1993)
- Алексей Могилевский — саксофон (1986—1987)
- Вячеслав Двинин — бас-гитара (1989—1991)
- Альберт Потапкин — барабаны (2006—2009)

## Дискография

#### Студийные альбомы
- Тацу (1987)
- Ноа Ноа (1989)
- Невеста (1993)
- Танец на цыпочках (1994)
- Море Сиам (1997)
- Гербарий (2000)[1]
- НеНастье (2002)
- Сквозь пальцы (2004)
- Мосты над Невою (2008)

#### Сборники
- С тобой и без тебя (1997)
- Легенды русского рока (1998)
- Энциклопедия российского рока (2002)